# Арановський Євгеній Анатолійович
Євгеній Анатолійович Арановський (нар. 13 жовтня 1976) — український футбольний суддя. Арбітр ФІФА від 2011 року, судить в українській Прем'єр-лізі від 2009 року.

## Кар'єра
Обслуговував місцеві змагання любителів з 1995 року, аматорів України — з 1997 року. Арбітр другої ліги з 2000, першої ліги з 2005 року.
З 2009 року судить у найвищій лізі України. Представляє місто Київ.
З осені 2016 обслуговує відбіркові матчі чемпіонату світу 2018.
Хобі: музика, плавання, література.

## Статистика сезонів в елітному дивізіоні
Дані з урахуванням сезону 2009/10
І — ігри, Ж — жовті картки, Ч — червоні картки, П — призначені пенальті
| Сезон   | І | Ж  | Ч | П |
| ------- | - | -- | - | - |
| 2009/10 | 9 | 44 | 4 | 4 |